# Laguna Tuyajto
La laguna Tuyajto es una cuenca endorreica que tiene un cuerpo de agua salada en su nivel de equilibrio. Está ubicada al este de la Región de Antofagasta, a los pies del volcán Tuyajto.: 789 

## Ubicación y descripción
Su profundidad media es de 35 centímetros y el área de su espejo de agua varía considerablemente a través de las estaciones del año con un máximo de 2,7 km² en el invierno austral y 1,7 km² en los meses de verano.: 794 
Sus características morfométricas y climatológicas más relevantes son:: II-197 
- Altura: 4010 m
- Superficie de la cuenca: 245 km²
- Superficie de la laguna 2,9 km²
- Precipitaciones: 180 mm/año
- Evaporación potencial: 1500 mm/año
- Temperatura media: 1 °C

Su único afluente visible es un cauce en un bofedal con varias ramas que drenan el sector oriental de la cuenca de drenaje.

## Historia
Luis Risopatrón la describe en su Diccionario Jeográfico de Chile (1924):: 911 
Tuyjato (Laguna de). Es pequeña i se encuentra a 4343 m de altitud, a corta distancia al E del salar de Talar.